# 里尔钟楼

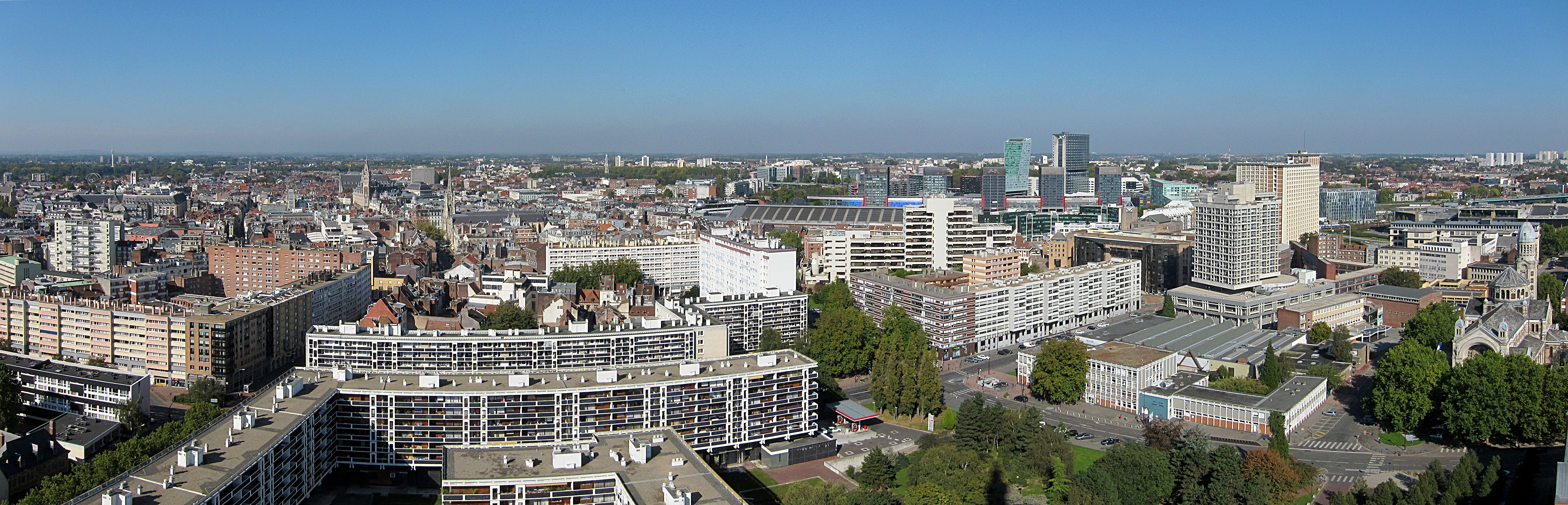

里尔钟楼（Beffroi de Lille），又名里尔市政厅钟楼，是法国北部大区里尔的一座钟楼，红砖砌筑，建于1924-1932年，旧市政厅已在第一次世界大战中遭到破坏。该建筑的风格融合了装饰艺术和和佛兰芒地区的建筑元素。
里尔钟楼高达104 米，是欧洲最高钟楼，也是法国最大市政建筑。确认该地区首府的政治和商业力量。
里尔新建的两座钟楼，即里尔商会（Chambre de commerce de Lille）和北部-加来海峡大区市政局（conseil régional du Nord-Pas-de-Calais）新总部，体现佛兰德市政钟楼传统的连续性。
2005年，该钟楼作为比利时和法国的钟楼的一部分，列为联合国教科文组织的世界遗产。